# Sopka

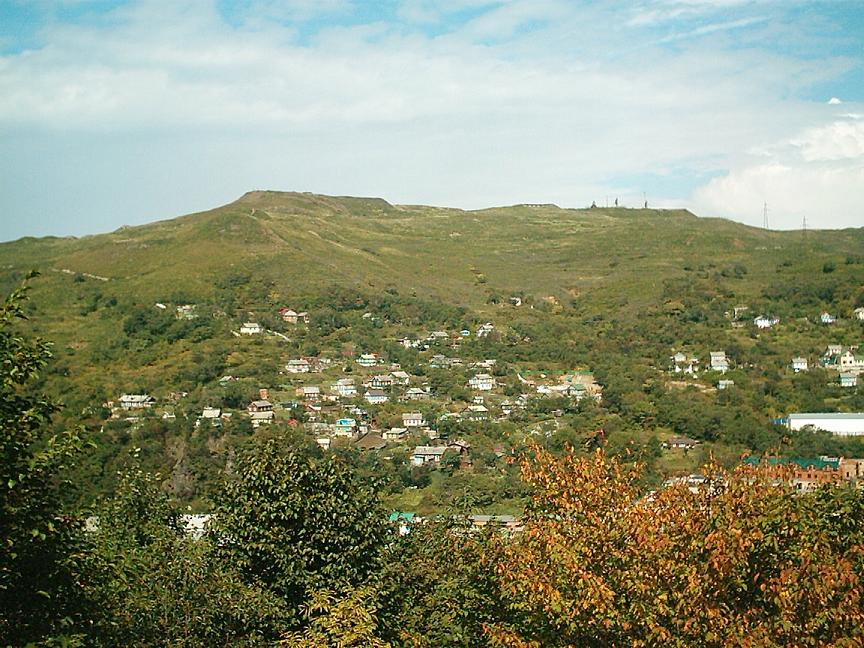
Sopka Jolodílnik en Vladivostok.

Sopka (en ruso: сопка) es la denominación general de cerros y montañas con una cima redondeada en Transbaikalia, la península de Kola y en el Extremo Oriente de Rusia, así como de volcanes en Kamchatka e islas Kuriles, y volcanes de lodo en Crimea y el Cáucaso.